# Jan Wyżykowski

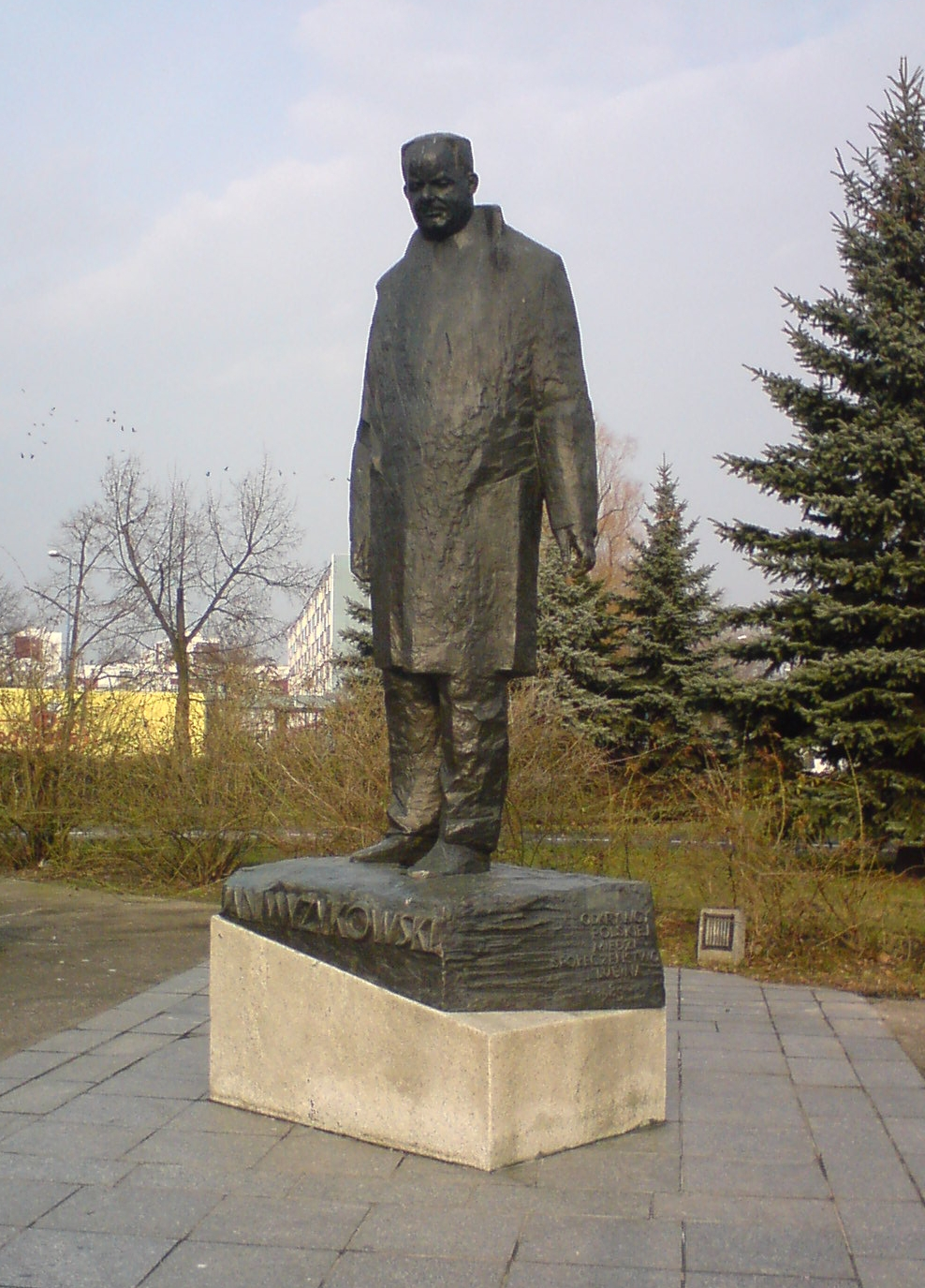
Pomnik Jana Wyżykowskiego w Lubinie

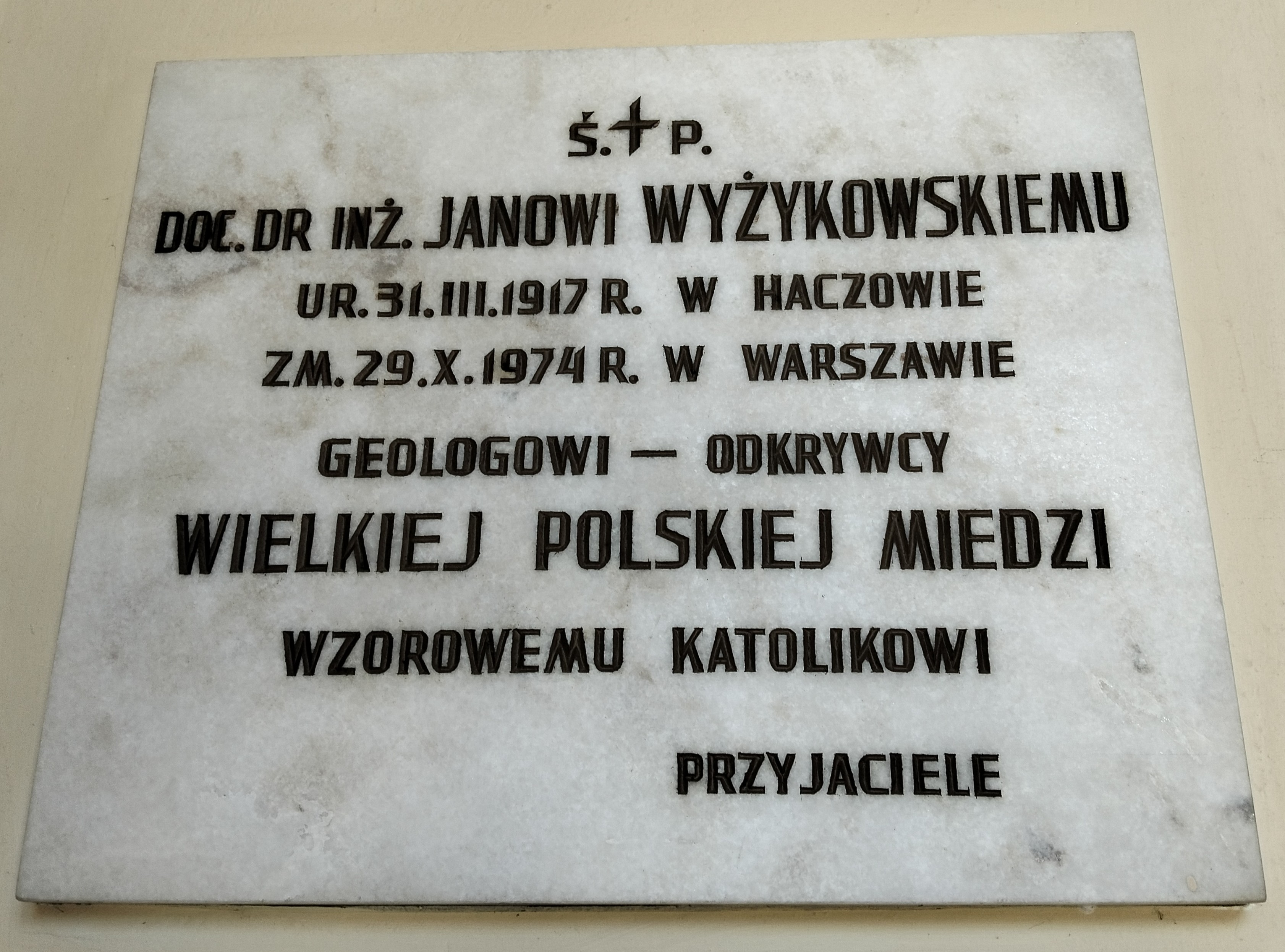
Tablica w nowym kościele w Haczowie

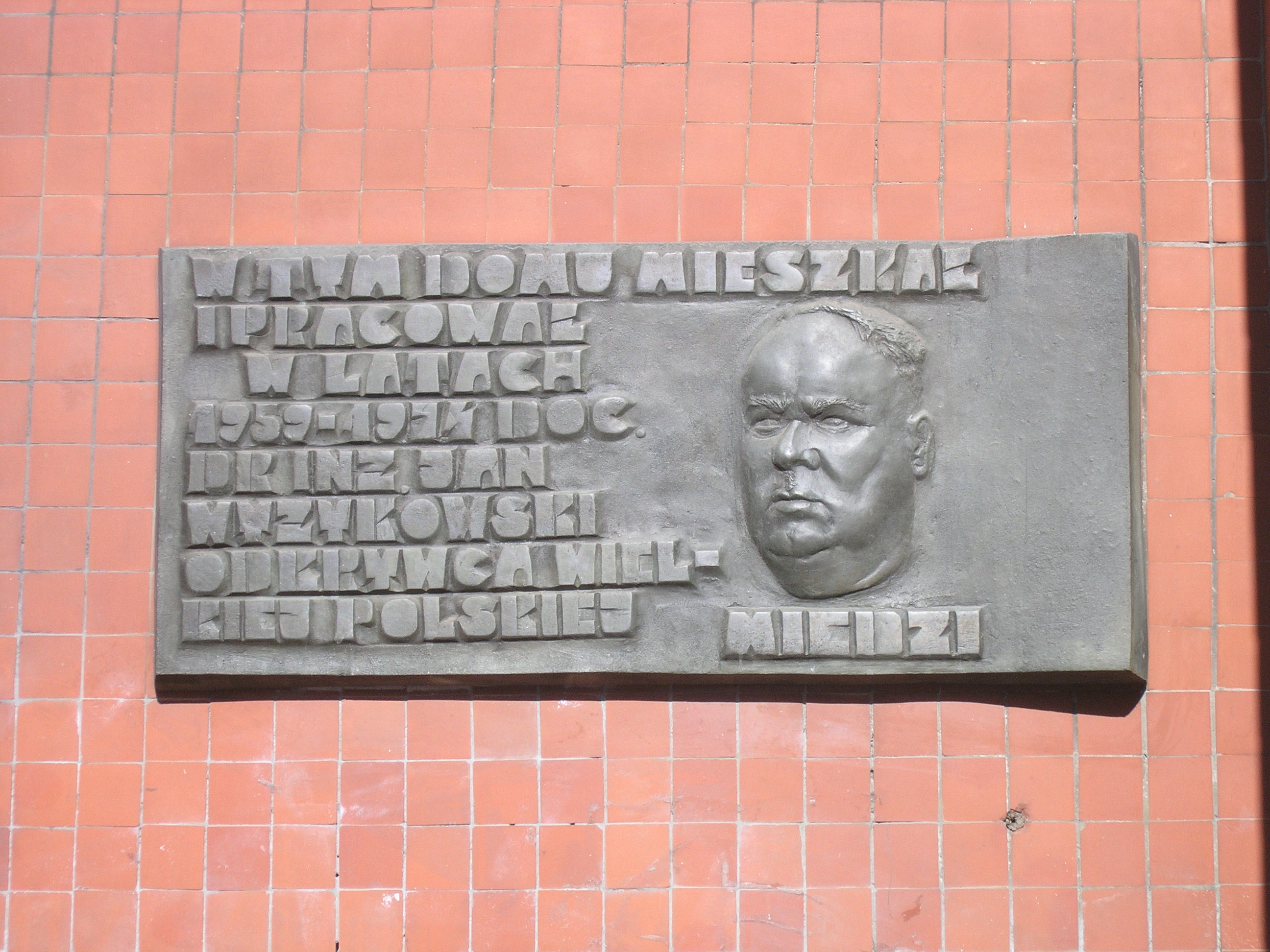
Tablica upamiętniająca Jana Wyżykowskiego na kamienicy przy ul. Chmielnej 32 w Warszawie, w której mieszkał w latach 1959–1974

Jan Wyżykowski (ur. 31 marca 1917 w Haczowie, zm. 29 października 1974 w Warszawie) – polski geolog, z wykształcenia inżynier górnik, specjalista w zakresie geologii złóż rud miedzi.

## Życiorys
Po ukończeniu szkoły podstawowej w rodzinnej miejscowości, do szkoły średniej uczęszczał najpierw w Rozwadowie, Następnie przeniósł się do Krakowa, gdzie w 1936 zdał maturę w Liceum im. Jana III Sobieskiego.
Przez krótki okres uczęszczał do seminarium duchownego, kształcił się także na śpiewaka operowego u profesora Bronisława Romaniszyna. Edukację muzyczną przerwała choroba gardła, po której podjął studia filozoficzne na Uniwersytecie Jagiellońskim. Przerwał je wybuch II wojny światowej. Podczas okupacji pracował w Ubezpieczalni Społecznej w Krakowie.
Po wojnie studiował na Akademii Górniczo-Hutniczej w Krakowie. Jednocześnie w 1948 rozpoczął pracę w Bytomskim Zjednoczeniu Przemysłu Węglowego, początkowo jako asystent, potem kierownik ruchu w kopalniach węgla kamiennego Łagiewniki, a następnie Radzionków. Tam zbierał materiały dotyczące technologii i przeróbki węgla kamiennego. W 1950, na podstawie pracy Rozpatrzenie problemu celowości budowy centralnej płuczki dla węgla z kopalń „Radzionków”, „Andaluzja” i „Julian” ze względu na wielkość wychodni koncentratu i na ilość węgla, uzyskał tytuł inżyniera-górnika i stopień magistra nauk technicznych.
Na początku 1951 został przeniesiony służbowo do Państwowego Instytutu Geologicznego, do Wydziału Rud, gdzie zajął się poszukiwaniem złóż rud miedzi na Dolnym Śląsku. W latach 1951–1954 prowadził badania w niecce śródsudeckiej, w okolicy Kamiennej Góry – Okrzeszyna, a następnie w pasie od Głuszycy do Słupca. Stwierdził tam lokalne koncentracje kruszców miedzi w łupkach antrakozjowych czerwonego spągowca. Badania te podsumował w opracowaniach O występowaniu miedzi w niecce śródsudeckiej oraz wstępnych pracach poszukiwawczych za rudami miedzi w rejonie Nowej Rudy prowadzonych przez Zakład Złóż Kruszców Instytutu Geologicznego w latach 1953–1954 i Zagadnienie występowania miedzi w utworach niecki śródsudeckiej. W 1954 uchwałą Rady Naukowej Instytutu Geologicznego przyznano mu tytuł adiunkta.
Poza tym, w latach 1951–1952 brał udział w opracowywaniu odwadniania kopalni Konrad koło Złotoryi pod kierunkiem prof. Romana Krajewskiego.
Następnie zajął się poszukiwaniem złóż rud miedzi na monoklinie przedsudeckiej. Początkowe wiercenia, oparte na badaniach sejsmicznych dość słabej jakości, zakończyły się niepowodzeniem. Dopiero otworem wiertniczym w Sieroszowicach napotkał 23 marca 1957 w spągowych warstwach cechsztynu rudy miedzi o przemysłowym znaczeniu, na głębokości 656 m. Kilka miesięcy później (8 sierpnia 1957) podobnej jakości rudy miedzi napotkał drugi jego otwór odwiercony w okolicy Lubina. Kontynuując te odkrycia, w 1959 udokumentował największe w Europie i jedno z największych w świecie złóż rud miedzi Lubin-Sieroszowice.
W następnych latach kontynuował prace poszukiwawcze na monoklinie przedsudeckiej. W 1964 opracował Generalny projekt poszukiwań złóż miedzi. Realizacja tego projektu pozwoliła mu w 1971 obliczyć zasoby perspektywiczne rud miedzi na północ od wspomnianego złoża, na głębokości 1200–1500 m.
W 1965, na podstawie pracy Zagadnienie miedzionośności cechsztynu na tle budowy geologicznej strefy przedsudeckiej, uzyskał stopień doktora nauk przyrodniczych i stanowisko samodzielnego pracownika naukowego w Instytucie Geologicznym. W 1973 objął stanowisko docenta w tym Instytucie.
W 1974, wraz z zespołem opracował Projekt poszukiwań cechsztyńskich rud miedzi na obszarze zachodniej części monokliny przedsudeckiej, perykliny Żar i niecki północno-sudeckiej. Nagła śmierć nie pozwoliła mu kontynuować tych prac.
Dorobek naukowy Jana Wyżykowskiego obejmuje około 30 prac publikowanych i ponad 20 archiwalnych.
Otrzymał wiele odznaczeń państwowych, m.in. Krzyż Oficerski Orderu Odrodzenia Polski (1959) i Order Sztandaru Pracy I klasy (1970). Ponadto otrzymał Medal 30-lecia Polski Ludowej, Medal „Za zasługi dla obronności kraju”, Odznakę 1000-lecia Państwa Polskiego, Medal Górnictwa w 1000-lecie Państwa Polskiego, a także odznakę Zasłużonego Działacza Związku Zawodowego Górników, złotą odznakę Stowarzyszenia Inżynierów i Techników Górnictwa, złotą odznakę Zasłużonego dla Dolnego Śląska, odznakę Zasłużonego Pracownika Socjalistycznej Pracy i odznakę Zasłużonego dla Instytutu Geologicznego. Otrzymał także Order Bryły — symboliczne odznaczenie Życia i Nowoczesności, przyznawane za talent i charakter. 27 września 1972 otrzymał tytuł Honorowego Obywatela Miasta Lubina.
W 1966 został laureatem zespołowej Nagrody Państwowej I stopnia w zakresie geologii, górnictwa i energetyki za udział w odkryciu złoża rud miedzi Lubin-Sieroszowice i w opracowaniu pierwszej dokumentacji geologicznej tego złoża. W 1970 uczestniczył w zespołowej Nagrodzie Przewodniczącego Komitetu Nauki i Techniki za opracowanie nowej metody poszukiwań i rozpoznania złóż rud cynku i ołowiu.
Pochowany został na cmentarzu Powązki Wojskowe w Warszawie (kwatera A35-4-4).

## Upamiętnienie
- Imię Wyżykowskiego noszą szkoły w jego rodzinnym Haczowie, a także w Krotoszycach, Głogowie, Polkowicach, Lubinie oraz Uczelnia Jana Wyżykowskiego w Polkowicach. Od marca 2007 także szyb kopalni Polkowice – Sieroszowice znajdujący się w pobliżu odwiertu, w którym po raz pierwszy odkryto tutejsze złoże miedzi.

- Pomnik Wyżykowskiego znajduje się w Lubinie w parku nazwanym jego imieniem. Odsłonięty w 1985 monument autorstwa prof. Hanny Jelonek powstał z inicjatywy Towarzystwa Miłośników Ziemi Lubińskiej[4].
- W zbiorach Muzeum Miedzi w Legnicy znajduje się rzeźba przedstawiająca Jana Wyżykowskiego autorstwa Zbigniewa Frączkiewicza. Jego postać i zasługi odkrycie upamiętnia także wystawa stała "Miedź. Dzieje niezwykłego metalu"[5].

- W Muzeum Regionalnym w Brzozowie znajduje się ekspozycja poświęcona jego życiu i dorobkowi naukowemu[6].

## Wybrane publikacje
- 1958 Poszukiwanie rud miedzi na obszarze strefy przedsudeckiej. Przegląd Geologiczny, 1, Warszawa.
- 1961 Północno-zachodni zasięg krystalinikum przedsudeckiego i możliwości poszukiwań cechsztyńskich rud miedzi w tym rejonie. Prz. Geol. 4, Warszawa.
- 1963 Najnowsze wyniki badań geologicznych w rejonie Kożuchowa. Prz. Geol. 4, Warszawa.
- 1964 Utwory czerwonego spągowca na Przedgórzu Sudetów. Prz. Geol. 7/8, Warszawa.
- 1964 Zagadnienie miedzionośności cechsztynu na tle budowy geologicznej strefy przedsudeckiej. Prace Instytutu Geologicznego.
- 1967 Kierunki poszukiwań złóż rud miedzi. Prz. Geol. 10, Warszawa.
- 1971 Cechsztyńska formacja miedzionośna w Polsce. Prz. Geol. 3, Warszawa.